# Bisbat de Treviso
El bisbat de Treviso —diocesi di Treviso (italià); Dioecesis Tarvisina (llatí)— és una seu de l'Església catòlica, sufragània del Patriarcat de Venècia, que pertany a la regió eclesiàstica Triveneto. El 2010 tenia 807.020 batejats d'un total de 885.220 habitants. Actualment està regida per l'arquebisbe (a títol personal) Gianfranco Agostino Gardin, O.F.M.Conv.

## Territori
La diòcesi està delimitada al nord-oest amb els Prealpi Bellunesi i a l'est pel Piave (algunes parròquies es troben a la riba esquerra a causa del curs canviant del riu); a l'oest i al sud no segueix els límits naturals: es mouen de Paderno a Mussolente, després a Tombolo i doblant a Camposampiero i Miranese. La frontera segueix excloent cap a l'est de les ciutats de Venècia i Quarto d'Altino.
Substancialment al centre d'aquest territori hi ha la ciutat de Treviso, seu episcopal, on es troba la catedral de Sant Pere.
La diòcesi ocupa només una part de la província de Treviso (la porció sud-occidental) i comprèn també grans porcions de les províncies de Pàdua i de Venècia, a més del municipi de Mussolente, a la província de Vicenza.
El territori està dividit en 265 parròquies, agrupades en 14 vicariats.

### Vicariats

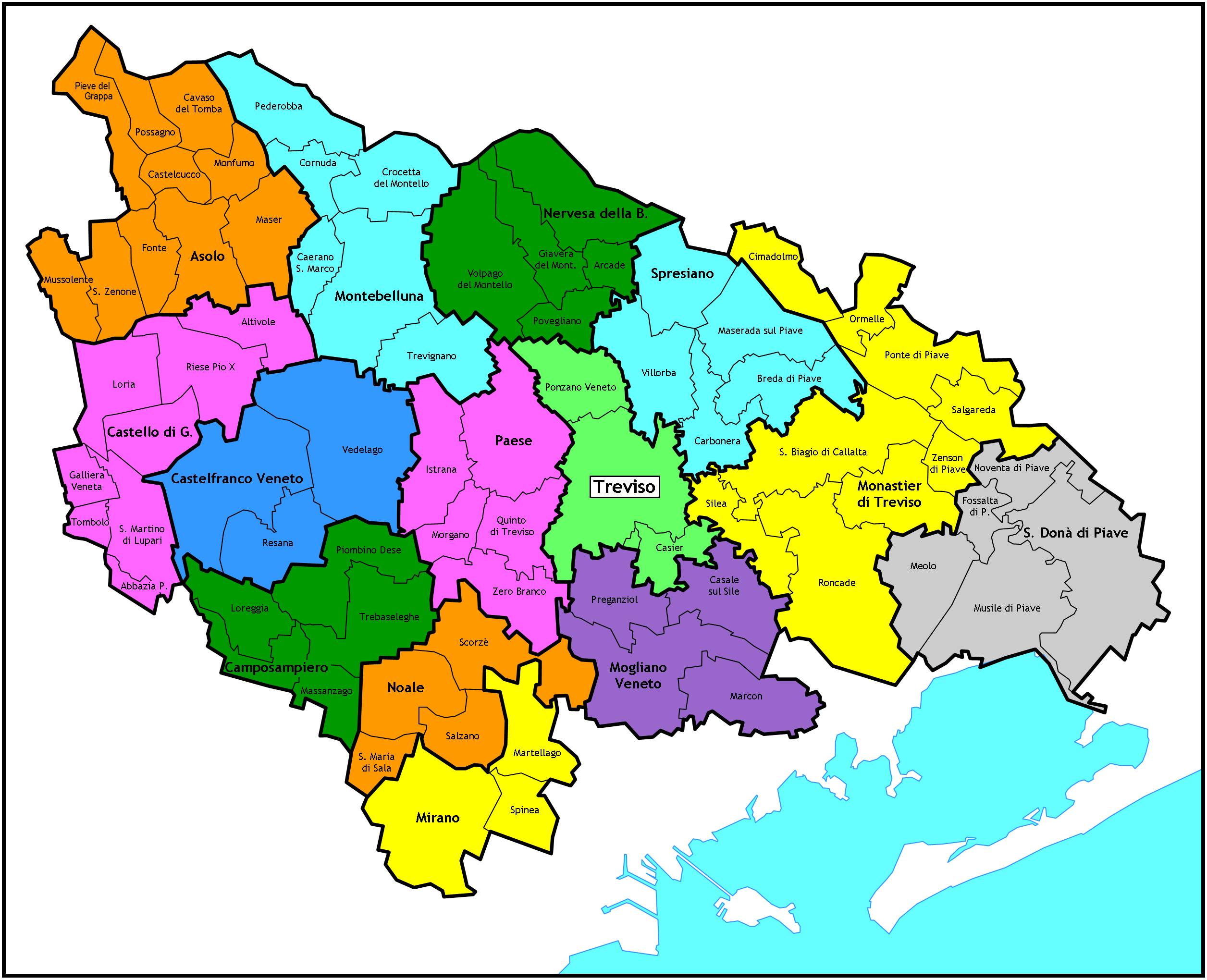
Mapa dels vicariats

Les parròquies estan agrupades en els següents vicariats:
- Vicariat urbà (amb seu a Treviso, prop de la catedral)
- Vicariat d'Asolo (amb seu a Asolo)
- Vicariat de Camposampiero (amb seu a Camposampiero)
- Vicariat de Castelfranco (amb seu a Castelfranco Veneto)
- Vicariat de Castello di Godego (amb seu a Castello di Godego)
- Vicariat de Mirano (amb seu a Mirano)
- Vicariat de Mogliano (amb seu a Mogliano Veneto)
- Vicariat de Monastier (amb seu a Monastier di Treviso)
- Vicariat de Montebelluna (amb seu a Montebelluna)
- Vicariat de Nervesa (amb seu a Nervesa della Battaglia)
- Vicariat de Noale (amb seu a Noale)
- Vicariat de Paese (amb seu a Paese)
- Vicariat de San Donà di Piave (amb seu a San Donà di Piave)
- Vicariat de Spresiano (amb seu a Spresiano)

## Missions exteriors
De la diòcesi de Treviso depenen tres missions exteriors:
- San Juan Bautista de las Misiones, al Departament de Misiones in Paraguai;
- Manaus, a l'Estat de l'Amazones al Brasil;
- Fianga, a la Regió de Mayo-Kebbi Est al Txad

## Història

### Orígens
En els primers anys de l'era cristiana, Treviso ser un municipium inclòs en el Regio X Venetia et Histria: l'extensió original de la diòcesi, a continuació, va ser a coincidir amb el territori administratiu de la ciutat, delimitat, probablement, al sud i a l'oest del Sile, a l'est amb el Piave i al nord amb la via Postúmia.
La tradició refereix a sant Prosdòcim de Pàdua, que va viure en el segle i, la primera evangelització i l'organització eclesiàstica, el territori del Veneto; no obstant això, es creu que la presència cristiana a Treviso no va ser anterior del segle iv, i certament no era gaire significativa per justificar la presència d'un bisbe.
El primer bisbe és un històricament testificat Felice, citat per Venanci Fortunat i per Pau el Diaca. Les últimes notes que, el 569, van aconseguir a Lovadina el rei llombard Alboí i el van convèncer de preservar a la ciutat, i van arribar en algunes extensions més del seu territori, separades de les diòcesis d'Altino i d'Oderzo. Felice, amb els successors Rustico i Felice II, també és recordat per la seva participació en el cisma tricapitolí, oposant-se al Papa.
De fet, la importància de l'església de Treviso va créixer amb la disminució de les dues ciutats, abans vibrants centres comercials i episcopals. Pel que fa a Altino, en particular, quan la diòcesi local es va traslladar a Torcello, es traslladaren diverses relíquies a Treviso, com els cossos dels sants Teonist, Tabra i Tabrata i el patró sant Liberal; mentre que el districte eclesiàstic va créixer considerablement, i va arribar fins i tot a les terres entre el Sile i el Musone.

### Edat mitjana
Als segles posteriors que va prendre forma a l'organització territorial de l'església tarvisina, dividit en quatre arxiprestats (Quinto, Cornuda, Godego i Mestre), la qual depenia les diverses parròquies i capelles. El 969 la diòcesi es va ampliar quan Otó I suprimí la diòcesi d'Asolo, i va incorporar el territori en el de Treviso. Mentrestant, es va confirmar la presència benedictina: al segle viii els zenians fundaren a Casier el monestir de Sant Teonisto, i a Lanzago van arribar el nonantolans, mentre prenia cos la creació del capítol de la catedral; al segle x, va ser el torn de Santa Maria Assunta a Mogliano Veneto i de Santa Maria del Pero a Monastier.
Des del segle xiii les institucions religioses a la ciutat i a la diòcesi es reforçaren amb l'arribada dels ordes mendicants (franciscans, dominics i agustins, per concloure amb les monges de clausura), i va afavorir l'estudi, la predicació i el naixement dels Ordes Terciaris. A l'església de Treviso floriren figures principals com el beat Niccolò da Boccasio, que es convertí en el Papa Benet XI, Sant Parisi i el beat Enrico da Bolzano.
En el mateix període, però, els bisbes van participar en les guerres que van ensangonar la Marca: el cas d'Adalberto Ricco, empresonat per Ezzelino da Romano.
En 1334 la diòcesi es va arribar a estendre fins a l'àrea de San Donà di Piave, ja inclòs en el bisbat d'Eraclea.

### Edat Moderna
Des del segle XIV i fins al 1797 la diòcesi va ser inclosa en els dominis de la Sereníssima, de la qual el patriciat proveí la majoria dels bisbes. Alhora, hi va haver un període de relaxament de la vida espiritual, a causa del benestar i l'estabilitat política portada per Venècia. Per això, al final del segle XIV es desenvoluparen les congregacions religioses. En aquest context cal esmentar els bisbes Giovanni Benedetti i Ludovico Barbo. Després dels segles XV i xvi, també per la residència discontínua de bisbes i sacerdots de la parròquia, es va produir un nou període de decadència espiritual amb l'aparició d'algunes heretgies.
Un nou període d'auge es va produir quan el bisbe Giorgio Corner va tornar del Concili de Trento. Van ser redecorades les esglésies i l'Episcopi, van fundar el seminari diocesà, van convocar molts sínodes i s'augmentaren les visites pastorals. Però tot això era per denunciar la ignorància religiosa i la decadència moral, i el fet que gran part de la vida de l'església va ser sotmesa a un estricte control de la República de Venècia.
Amb la supressió del Patriarcat d'Aquilea el 1751, Treviso va esdevenir sufragània de l'arxidiòcesi d'Udine.
En la confusió que va seguir la caiguda de Venècia (1797), és l'obra fonamental del bisbe Bernardino Marin que, contràriament a altres autoritats eclesiàstiques, va prendre mesures per protegir els interessos del clergat i de la població. No obstant això, els danys causats per delecions eren considerables: el clergat es va reduir en gairebé un terç, eren nombroses les institucions religioses tancades, esglésies i monestirs van ser saquejats literalment (exemplars són els exemples dels complexos de Santa Margherita i de Santa Maria).
El 1818 Treviso va esdevenir part de la província eclesiàstica del Patriarcat de Venècia; en la mateixa ocasió es van dur a terme algunes petites variacions regionals, amb l'adquisició dels enclavaments de Mussolente i Casoni (diòcesi de Belluno) i Moniego arxidiòcesi d'Udine). Després van seguir els anys del bisbe Sebastiano Soldati, que van haver de fer front a les pressions del llavors govern austríac. El descontentament general també va involucrar els homes i es creu que al voltant d'un terç del clergat van estar involucrats en els disturbis de 1848.
El 1865, després de segles de reclamacions, va assumir el control de l'abadia de Sant Eustaquio (en aquells temps reduïda a prebostura) i el títol d'abat va ser al propi bisbe.
El 1892 es va fundar el periòdic diocesà La Vita del Popolo.
L'últim canvi territorial fou el 1927, quan la diòcesi va perdre gran part de la província de Venècia (les parròquies de Chirignago, Mestre, Dese, Favaro, Trivignano, Zelarino, Campalto, Carpenedo, sinó també Oriago, Borbiago i Mira), i les va cedir al Patriarcat de Venècia. Aquest acte es va dur a terme sota la pressió del govern feixista de l'època, la qual cosa va afavorir una millor correspondència entre grups polítics i eclesiàstics (el territori cedit s'havia incorporat recentment al municipi de Venècia).

## Episcopologi
- Giovanni il Pio † (396)
- Giocondo † (421)
- Elviando † (451)[1]
- Felice I Pilumno † (citat el 569)
- Rustico † (citat el 589/590)
- Felice II † (citat el 591)
- Tiziano † (citat el 743)
- Fortunato † (777 - 803)
- Landolo † (citat el 810)
- Lupo † (citat el 814)
- Adeodato † (inicis del 826 - finals de 859)
- Domenico † (citat el 866)
- Aladono † (citat el 880 aproximadament)
- Adalberto I † (inicis de 904 - finals de 930)
- Martino † (citat el 961)
- Adalberto II † (citat el 962)
- Felice III † (citat el 966)
- Rozone Calza † (inicis de 969 - finals de 1001)
- Almerigo I † (citat el 1003)
- Arnaldo † (inicis de 1014 - finals de 1021)
- Rotari I † (citat el 1025)
- Ulderico I (o Oderigo, Ulderigo) † (citat el 1045)
- Rotari II † (inicis de 1047 - finals de 1052)
- Volfranco † (citat el 1065)
- Acelino † (vers 1070 - finals de 1080)
- Rolando † (citat el 1083)
- Corrado † (citat el 1090)
- Ulderico II † (citat el 1097)
- Gumboldo † (citat el 1114)
- Almerigo II † (citat el 1116)
- Gregorio Giustiniani † (inicis de 1131 - finals de 1150)
- Bonifacio † (citat el 1152)
- Biancone † (1153 - finals de gener de 1156)
- Ulderico III † (vers 1157 - 1179)
- Corrado II † (1179 - 1197 mort)
- Enrico di Ragione † (citat al de novembre de 1197)
- Ambrogio † (1199 - 4 de juliol de 1209 renuncià)
- Tisone da Vidor † (1209 - 1245 mort)
- Gualtiero, O.P. † (inicis de 1251 - 8 de febrer de 1255 nomenat bisbe de Castello)
- Adalberto III Ricco, O.F.M. † (27 d'agost de 1255 - 28 d'abril de 1274 o 1275 mort)
- Presavio Novello † (16 d'octubre de 1279 - ?)
- Tolberto Calza † (citat el 1290)
- Pandolfo da Lusia † (citat el 1306)
- Salomone de' Salomoni † (inicis de 1309 - 1322 mort)
- Ubaldo de' Gabrielli, O.S.B. † (6 de juny de 1323 - 1336 mort)
- Pier Paolo Dalla Costa † (4 de maig de 1336 - 1350 mort)
- Giovanni Malabayla † (18 d'abril de 1352 - 3 de juliol de 1355 nomenat bisbe d'Asti)
- Azzone de' Maggi † (3 de juliol de 1355 - 17 de juliol de 1357 mort)
- Pietro Pileo da Prata † (1º de juny de 1358 - 12 de juny de 1359 nomenat bisbe de Pàdua)
- Pierdomenico di Baone † (12 de juny de 1359 - ?)
- Niccolò Beruti, O.P. † (27 d'octubre de 1385 - 9 de setembre de 1394 nomenat bisbe de Massa Marittima)[2]
- Lorenzo Gambacorta † (9 de setembre de 1394 - 1409 mort)
- Giacomo da Treviso † (25 de novembre de 1409 - de febrer de 1416 mort)
  - Giovanni Motoni † (13 de març de 1416 - ?) (bisbe electe)[3]
- Giovanni Benedetti, O.P. † (8 de març de 1418 - 14 d'abril de 1437 mort)
- Lodovico Barbo, O.S.B. † (15 d'abril de 1437 - de setembre de 1443 mort)
- Ermolao Barbaro † (16 d'octubre de 1443 - 16 de novembre de 1453 nomenat bisbe de Verona)
- Marino Contarini † (19 de novembre de 1453 - inicis de 2 d'octubre de 1455 mort)
- Marco Barbo † (14 de novembre de 1455 - 17 de setembre de 1464 nomenat bisbe de Vicenza)
- Teodoro de Lellis † (17 de setembre de 1464 - 31 de març de 1466 mort)
- Francesco Barozzi † (17 d'abril de 1466 - 1471 mort)
- Pietro Riario, O.F.M.Conv. † (4 de setembre de 1471 - 28 d'abril de 1473 nomenat arquebisbe de Spalato)
- Lorenzo Zane † (28 d'abril de 1473 - 27 de febrer de 1478 nomenat bisbe de Brescia)
- Giovanni o Zanetto Dacre, O.F.M. † (6 d'abril de 1478 - 15 de febrer de 1485 mort)
- Niccolò Franco † (21 de febrer de 1485 - 1499 mort)
- Bernardo de' Rossi † (16 d'agost de 1499 - 28 de juny de 1527 mort)
  - Francesco Pisani † (27 de gener de 1528 - 20 de febrer de 1538 renuncià) (administrador apostòlic)
- Giorgio Corner † (20 de febrer de 1538 - 1577 renuncià)
- Francesco Corner † (29 de novembre de 1577 - 1595 renuncià)
- Lodovico Molin † (13 de novembre de 1595 - 1604 mort)
- Francesco Giustiniani, O.S.B. † (18 de juliol de 1605 - 1623 renuncià)
- Vincenzo Giustiniani † (18 de desembre de 1623 - 31 de gener de 1633 nomenat bisbe de Brescia)
- Silvestro Marcantonio Morosini, O.S.B. † (14 de març de 1633 - 7 de març de 1639 mort)
- Marco Morosini † (3 d'octubre de 1639 - 31 de juliol de 1645 nomenat bisbe de Brescia)
- Giovanni Antonio Lupi † (21 d'agost de 1645 - 4 de gener de 1668 mort)
- Bartolomeo Gradenigo † (27 de febrer de 1668 - 13 de juliol de 1682 nomenat bisbe de Brescia)
- Giovanni Battista Sanudo † (19 de juny de 1684 - de gener de 1709 mort)
- Fortunato Morosini, O.S.B. † (7 d'abril de 1710 - 15 de març de 1723 nomenat bisbe de Brescia)
- Augusto Antonio Zacco † (22 de novembre de 1723 - 18 de febrer de 1739 mort)
- Benedetto De Luca † (22 de juny de 1739 - de juny de 1750 mort)
- Paolo Francesco Giustiniani, O.F.M.Cap. † (16 de novembre de 1750 - 16 de febrer de 1788 renuncià)
- Bernardino Marin, C.R.L. † (7 d'abril de 1788 - 9 d'octubre de 1817 mort)
  - Sede vacante (1817-1822)
- Giuseppe Grasser † (2 de desembre de 1822 - 15 de desembre de 1828 nomenat bisbe de Verona)
- Sebastiano Soldati † (18 de maig de 1829 - 10 de desembre de 1849 mort)
- San Giovanni Antonio Farina † (30 de setembre de 1850 - 28 de setembre de 1860 nomenat bisbe de Vicenza)
- Federico Maria Zinelli † (30 de setembre de 1861 - 24 de novembre de 1879 mort)
- Giuseppe Callegari † (27 de febrer de 1880 - 25 de setembre de 1882 nomenat bisbe de Pàdua)
- Giuseppe Apollonio † (25 de setembre de 1882 - 12 de novembre de 1903 mort)
- Beat Andrea Giacinto Longhin, O.F.M. Cap. † (13 d'abril de 1904 - 26 de juny de 1936 mort)
- Antonio Mantiero † (24 d'agost de 1936 - 15 de febrer de 1956 mort)
- Egidio Negrin † (4 d'abril de 1956 - 15 de gener de 1958 mort)
- Antonio Mistrorigo † (25 de juny de 1958 - 19 de novembre de 1988 jubilat)
- Paolo Magnani (19 de novembre de 1988 - 3 de desembre de 2003 jubilat)
- Andrea Bruno Mazzocato (3 de desembre de 2003 - 20 d'agost de 2009 nomenat arquebisbe d'Udine)
- Gianfranco Agostino Gardin, O.F.M.Conv., des del 18 de desembre de 2009